# Rhamphomyia soccata
Rhamphomyia soccata är en tvåvingeart som beskrevs av Friedrich Hermann Loew 1861. Rhamphomyia soccata ingår i släktet Rhamphomyia och familjen dansflugor. Inga underarter finns listade i Catalogue of Life.